# Марьяновская поселковая община
Марьяновская поселковая общи́на (укр. Мар'янівська селищна громада) — территориальная община в Луцком районе Волынской области Украины.
Административный центр — посёлок Марьяновка.
Население составляет 8 161 человек. Площадь — 167,96 км².
В соответствии с распоряжением Кабинета Министров Украины от 12 июня 2020 года, в состав общины вошла территория Марьяновского поселкового совета, а также Брановского, Бужановского, Галичанского, Скриговского и Цеговского сельских советов упразднённого Гороховского района.

## Населённые пункты
В состав общины входит 1 посёлок (Марьяновка) и 13 сёл: Борисковичи, Борочиче, Браны, Бужаны, Галичаны, Долгов, Новый Зборышев, Пильганы, Ржищев, Скриговое, Хмельницкое, Цегов и Широкое.